# Brognard
Brognard – miejscowość i gmina we Francji, w regionie Burgundia-Franche-Comté, w departamencie Doubs.
Według danych na rok 1990 gminę zamieszkiwały 424 osoby, a gęstość zaludnienia wynosiła 146 osób/km² (wśród 1786 gmin Franche-Comté Brognard plasuje się na 359. miejscu pod względem liczby ludności, natomiast pod względem powierzchni na miejscu 967.).